# 鄧錫侯
鄧錫侯（1889年5月24日—1964年3月30日），字晉康，男，四川营山人，中华民国大陆时期军阀。

## 生平

### 在川軍中崛起
清朝光绪十五年四月二十五日（1889年5月24日），鄧錫侯生于四川省營山縣回龍鄉鄧家花園一个製陶业家庭。起初有志于学問，後来志愿从軍。1906年（光緒32年），鄧錫侯入成都陸軍小学堂第1期。1909年（宣統元年），入南京第四陸軍中学堂。翌年，四川保路運動爆发，邓錫侯回到四川，加入川軍第4師師長劉存厚的軍队。
中華民国成立後，邓錫侯继续在劉存厚部任职。1915年（民国4年）12月護国战争中，邓錫侯作战勇敢、立下軍功，受到護国軍蔡鍔赞赏。後来，邓錫侯仍归劉存厚部，1917年（民国6年）升任旅長。翌年2月，劉存厚败给熊克武，撤退到陝西省南部时，邓錫侯反对劉存厚支持北京政府的政治姿态，故未跟随劉存厚。熊克武就任川軍总司令后，任命邓錫侯为第2師師長。

### 四川内战

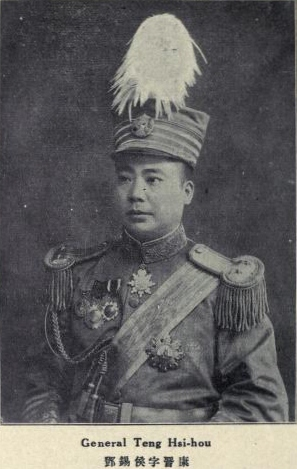
北京政府時期的邓錫侯
Who's Who in China 3rd ed. (1925)

1920年（民国9年），熊克武将滇軍逐出四川，邓錫侯被任命为川軍第1軍第3師師長（第1軍軍長为熊克武）。1922年（民国11年），熊克武同第2軍軍長劉湘开战（一、二軍之战），邓錫侯支持熊克武，劉湘最终被熊克武击败。
此后，新任川軍总司令兼第3軍軍長劉成勳剥夺了其他川軍指揮官的權限，邓錫侯和其他師長級的川軍指揮官反对。1923年（民国12年）2月，邓錫侯同熊克武、劉成勳开战。邓錫侯和川軍指揮官楊森联手，并获得北京政府支援，取得优势。1923年4月，邓錫侯占领成都，同年5月劉成勳辞去川军总司令职务。
1924年（民国13年）5月，北京政府任命楊森为四川督理，邓錫侯被任命为四川省長。翌年2月，邓錫侯转任中央陸軍第30師師長，驻重慶。随着楊森的势力逐渐强大，楊森开始了統一四川的軍事行動。邓錫侯进行反抗，同劉湘、袁祖銘（黔軍）合力击败楊森。随後，为了将袁祖銘逐出四川，邓錫侯再度同楊森联合，击败了袁祖銘。

### 国民政府的活動
廣州國民政府势力擊敗廣州一帶的軍閥，逐渐强大后，邓錫侯和其它四川軍閥指揮官共識是放棄聯省自治的口號，採取依附國民政府受其收編，但排除國民政府的政軍勢力干預省政，遂行實質自治。1926年（民国15年）冬，邓錫侯被任命为國民革命軍第二十八軍軍長。在四川混战中，邓錫侯的势力排在劉湘、劉文輝之后占第3位，鄧錫侯的軍隊控制住成都四川造幣廠，因此獲得穩定的經濟基礎，維持軍隊。1932年（民國二十一年），四川省爆發二劉之战，劉文輝原企圖誘殺鄧錫侯與他部隊的高階幹部，但事跡敗露失敗，鄧錫侯的二十八軍與劉文輝的國民革命軍第二十四軍長期對峙，最後在劉湘的國民革命軍第二十一軍介入後，劉文輝部隊遭到擊敗，逃入西康省。
二劉之戰後，鄧錫侯隨後與建立川陝根據地的中國工農紅軍第四方面軍爆發戰爭，但是多度敗於第四方面軍，在這期間邓錫侯為了確保自己的部隊生存，與中國共產黨達成協議，並未對共產黨軍隊進行實質作戰。使得中國工農紅軍第一方面軍與第四方面軍成功會師，而四川省內的川陝革命根據地則在民國二十四年（1935）撤離。
抗日战争爆发后，邓錫侯率軍赴山西省。此后，历任第4集团軍总司令、第22集团軍总司令。其间，他同朱德领导的八路軍有过交流，这对日後邓錫侯的政治行動产生了影響。其後，邓錫侯部调属第五战区司令長官李宗仁，负责津浦铁路的守備。
1938年（民国27年）1月，劉湘病死，張群继任四川省政府主席，但川軍指揮官纷纷反对，張群未能就任。同年10月邓錫侯就任川康綏靖主任，緩和川军对立情绪。蒋介石兼任四川省政府主席時期之后，1940年（民国29年）11月，張群就任四川省政府主席。

### 脱離中華民國政府
抗日战争结束後，邓錫侯在川軍指揮官内被视为领袖。1946年（民国三十五年），邓錫侯代理張群任四川省政府主席。翌年，邓錫侯正式就任四川省政府主席。7月24日任國民政府重慶行轅副主任:8385-8386:8388。然而，随着第二次国共内战的推進，蒋介石要求包括四川在内的后方供应兵员、糧食等。邓錫侯对战時四川的資源消耗不满，同蒋介石逐渐对立。1948年（民国三十七年）3月，邓錫侯辞去四川省政府主席职务。
此後，邓錫侯、劉文輝、潘文華开始联合反对蒋介石的活動。1949年（民国三十八年）12月11日，他们通电投共，投向中国共产党方面。中華人民共和国时期，邓錫侯历任西南軍政委員会副主席、四川省人民委员会副省長、国防委員会委員、全国人民代表大会代表、中国国民党革命委员会中央委员会委員。
1964年3月30日，邓錫侯在成都逝世，享年75岁（满74歲）。

## 家庭
子邓宇民。